# Plosjtsjad Vosstanieja (metrostation)
Plosjtsjad Vosstanieja (Russisch: Площадь Восстания) is een station van de metro van Sint-Petersburg. Het station maakt deel uit van de Kirovsko-Vyborgskaja-lijn en werd geopend op 15 november 1955 als noordelijke eindpunt van het eerste metrotracé in de stad. Het metrostation bevindt zich onder het gelijknamige plein (Plein van de Opstand) in het centrum van Sint-Petersburg. Station Plosjtsjad Vosstanieja vormt een overstapcomplex met het aangrenzende station Majakovskaja op de Nevsko-Vasileostrovskaja-lijn (lijn 3) en is verbonden met het nabije Moskovski-spoorwegstation.
Het station ligt 58 meter onder de oppervlakte en beschikt over een perronhal die door arcades van de sporen wordt gescheiden. Het bovengrondse toegangsgebouw bevindt zich op de kruising van de Nevski prospekt en de Ligovski prospekt, op de plek waar eerder de (gesloopte) Kerk van het Kruis stond. De Oktoberrevolutie vormt het thema van de inrichting van de perronhal; tussen de arcades zijn vier bas-reliëfs aangebracht die scènes van de opstand in Sint-Petersburg uitbeelden.